# Kanariebuskskvätta
Kanariebuskskvätta (Saxicola dacotiae) är en fågel i familjen flugsnappare inom ordningen tättingar som enbart förekommer på ön Fuerteventura i östra Kanarieöarna.

## Utseende och läten
Kanariebuskskvättan liknar mycket sin nära släkting svarthakad buskskvätta i både form och beteendet att vippa på stjärten och knixa på vingarna. Den är dock något mindre (11-12,5 centimeter) samt har både längre och smalare näbb och stjärt. Hanen har brunsvart huvud med vit strupe och ett vitt kort ögonbrynsstreck. Liksom svarthakad buskskvätta är den orangebeige på bröst och buk, men i mer begränsad omfattning. Honan är en blekare och gråare version av hanen. Även i lätena liknar den svarthakad buskskvätta, men är förhållandevis tystlåten.

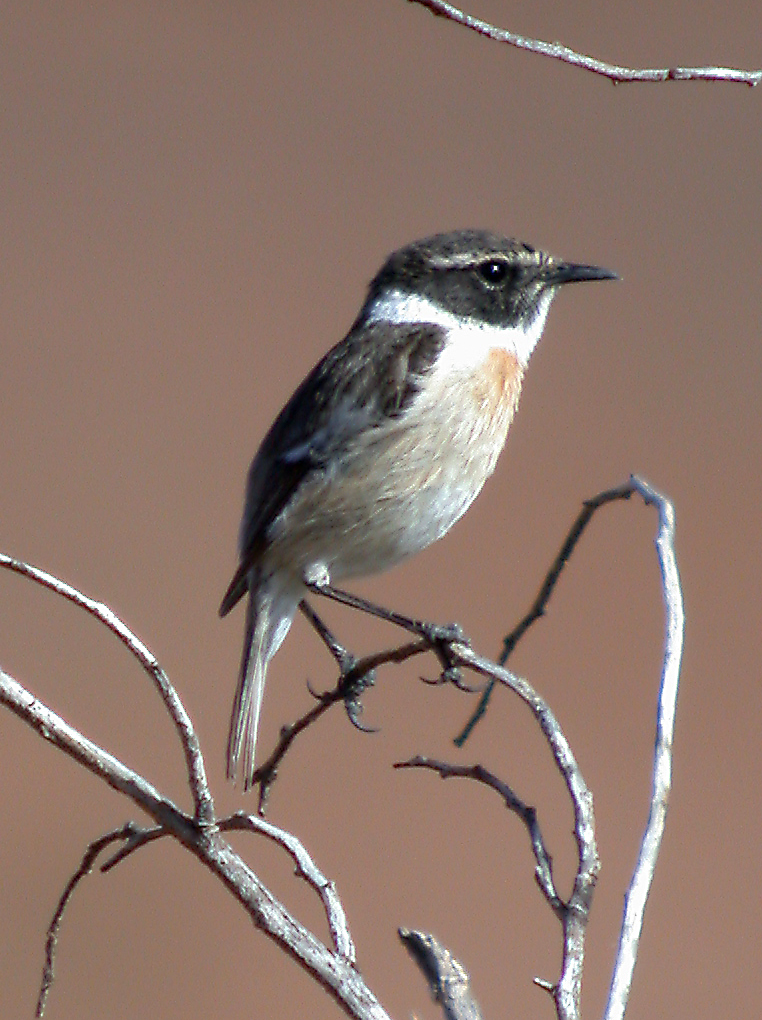
Hane.
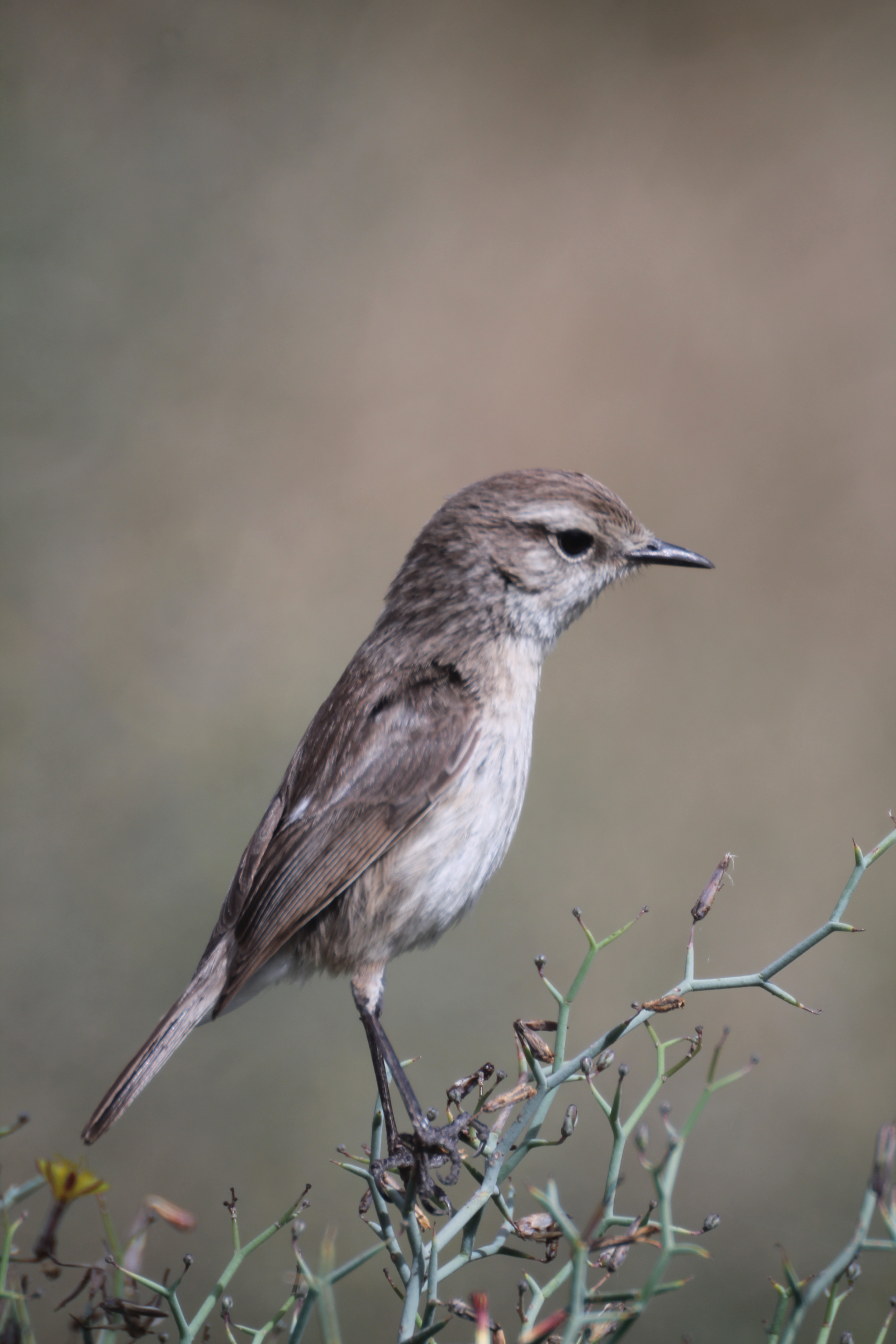
Hona.

## Utbredning och systematik
Kanariebuskskvätta förekommer idag enbart på Fuerteventura, Kanarieöarna. Den delas in i två underarter:
- Saxicola dacotiae dacotiae – endemisk för Fuerteventura, Kanarieöarna.
- Saxicola dacotiae murielae – utdöd underart som förekom  på Montana Clara och Alegranza.

Arten är stannfågel, även om det finns rapporter från exempelvis Lanzarote. Dessa kan dock röra sig om den snarlika svarthakade buskskvättan.

### Familjetillhörighet
Buskskvättorna ansågs fram tills nyligen liksom bland andra stenskvättor, stentrastar, rödstjärtar vara små trastar. DNA-studier visar dock att de är marklevande flugsnappare (Muscicapidae) och förs därför numera till den familjen.

## Levnadssätt
Arten häckar i raviner och sluttningar med buskvegetation, framför allt ärtsoppsbuske, sodaörten Salsola vermiculata samt bocktörnearten Lycium intricatum. Den livnär sig av invertebrater som larver, myror, hundrafotingar, flugor, skalbaggar och spindlar.

### Häckning
Fågeln häckar normalt från mitten av december till slutet av mars, men helst i samband med vinterregn varför den kan börja häcka redan i  november. I det skålformade boet placeras på sluttande mark bland stenar, i kaktusstånd eller under buskar lägger den två till fem men normalt tre ägg.

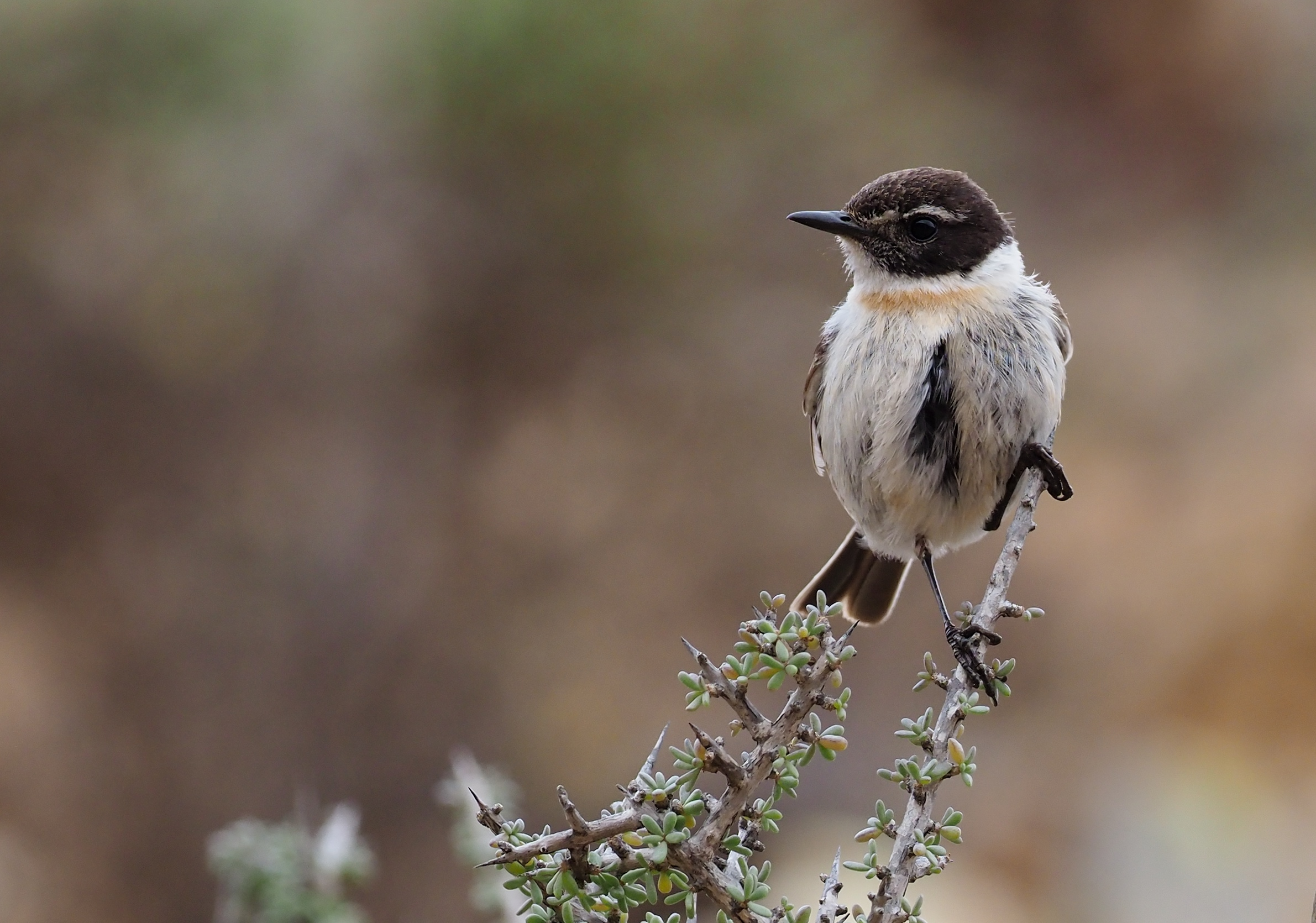

## Status och hot
Arten har ett mycket begränsat utbredningsområde och en liten världspopulationen som dessutom hotas av habitatförstörelse. Dock är populationen inte tillräckligt fragmenterad för att den ska betraktas som sårbar. Internationella naturvårdsunionen IUCN kategoriserar därför arten som nära hotad. Beståndet uppskattades 2021 till 13 300–15 500 vuxna individer, vilket motsvarar totalt 20 000–23 000 individer.

## Namn
Fågelns vetenskapliga artnamn kommer av det moriska namnet "Dacos" för ön Fuerteventura.